# Woltjer (cráter)
Woltjer es un cráter de impacto que se encuentra en el norte de la cara oculta de la Luna. Está unido al borde externo sur del cráter más grande Montgolfier. Al suroeste se halla Schneller y al este aparece Stoletov.
Este es un impacto relativamente reciente en comparación con la mayoría de los cráteres de la otra cara de la Luna. Su borde está bien formado, con poca erosión. Sin embargo, es lo suficientemente antiguo como para que su albedo coincida con el de su entorno y carezca de un sistema de marcas radiales. La pared interior se ha desplomado en algunos lugares y se han formado numerosos taludes en su lado sur. El suelo interior tiene dos líneas de crestas bajas que comienzan en el sureste y se curvan hasta la pared interior noroeste. Presenta una zona nivelada en el suelo sur, cerca de la pared interior.
Lleva el nombre del astrónomo Jan Woltjer.

## Cráteres satélite
Por convención estos elementos son identificados en los mapas lunares poniendo la letra en el lado del punto medio del cráter que está más cerca de Woltjer.
|         | \| Woltjer \| Coordenadas \| Diámetro \| \| ------- \| ------------------------------- \| -------- \| \| P \| 43°24′N 161°30′O / 43.4, -161.5 \| 33 km \| \| T \| 45°06′N 164°42′O / 45.1, -164.7 \| 15 km \| |          |
| Woltjer | Coordenadas | Diámetro |
| P       | 43°24′N 161°30′O / 43.4, -161.5 | 33 km    |
| T       | 45°06′N 164°42′O / 45.1, -164.7 | 15 km    |